# Plan B (dúo)
Plan B fue un dúo puertorriqueño de reguetón que fue formado en 1999 por los primos puertorriqueños Chencho Corleone y Maldy, ambos originarios de Guayama, el cual se separó en 2018.

## Carrera musical

### 1999-2000: Inicios
Debutaron en 1999 con el nombre The Panic con la canción «Voy subiendo» para la producción @ria-51: Aliados al escuadrón (conocida también como Reggaeton Sex 1)  del productor DJ Blass. En 2000, participaron en Reggaeton Sex 2 con la canción «Plan B» junto a Guelo Star, canción que se hizo popular en Puerto Rico y por este motivo, el dúo cambiaría su nombre a Plan B.
Aparecieron como The Panic por última vez en Triple Sexxx con la canción «Que sabia yo» y aparecieron por primera vez como Plan B con la canción «Orgasmo» para Fatal Fantassy del productor DJ Joe, ambas canciones fueron lanzadas durante 2001.

### 2002-2007:El mundo del Plan B y Frikitona
Lanzaron su primer álbum de estudio titulado El mundo del Plan B en 2002, el cual consiguió disco de oro en Puerto Rico, siendo la primera vez en el que el dúo sería reconocido con este logro. Ese mismo año, participaron en la producción Guatauba xXx con la canción «Guatauba», unas de las canciones más conocidas del dúo en la década de los 2000s.
Entre el año 2002 al 2005, fueron incluidos en las mejores producciones de reggaeton para diferentes sellos discográficos participando para producciones como Mas flow con la canción «Tu sabes», Gocho MVP, Dj Goldy El Desorden, Dj Joe Fatal Fantassy, Luny Tunes Matadores del género y Blin Blin, Dj Playero El Especialista 42, Dj Dicky No Fear 4, Q Mac Daddy Warriors 4, DJ Sonic Los Abusadores  y Genio Kila Rolexx / Reggaeton Sex 4, entre otros.
En 2006, lanzaron la canción «Frikitona» para Chosen Few II, la cual ingresó en el Hot Latin Songs de Billboard marcando así la primera entrada del dúo dentro de esta lista. Asimismo, lanzaron la canción «Tocarte» para Mas Flow Los Benjamins. Para 2007, participaron en Reggaetony 2 de Tony Touch con la canción «Déjame hablarte». Luego tomaron un receso musical llevando la primera separación del dúo, Maldy lanzó al mercado digital una producción titulada Reggaetón de markesina, mientras Chencho colaboraba en CD de otros artistas.

### 2008-2012:House of Pleasure y La Formula
Firmaron con la compañía Pina Records en 2008 y como debut dentro del sello, participaron en la producción The Royalty de RKM & Ken-Y con la canción «Tuve un sueño», la cual ayudó al dúo a posicionarse nuevamente dentro del ámbito musical del reguetón. En 2009, participaron en la canción «Ella se contradice» junto a los exponentes de reggaeton Baby Rasta & Gringo.
Lanzaron su segundo álbum de estudio en 2010 titulado House Of Pleasure, el cual contó con canciones como «Es un secreto» y «Si no le contesto», ambas contaron con respectivas remezclas. El álbum alcanzó la posición #18 de la lista Top Latin Albums de Billboard.
En 2012, lanzaron la canción «Te dijeron», que fue el primer sencillo del dúo para la producción La fórmula de Pina Records, que se lanzó el año siguiente. También en ese álbum lanzaron «Se cree mala», «Llevo tras de ti» junto a Daddy Yankee y Arcángel y participaron en el tema «La Fórmula sigue» junto a Arcángel, Zion & Lennox y RKM & Ken-Y.

### 2013-2018:Love & Sexy separación del dúo
En 2013, lanzaron la canción «Candy», la cual contó con un video musical. En abril participaron en la remezcla de «Amor de antes» colaborando con Amaro, Ñengo Flow y Jory Boy, se estrenó un video musical unos meses después. En 2014 Lanzaron su tercer  álbum de estudio titulado Love & Sex, el cual contó con canciones como «Mi vecinita» y «Fanática sensual». En 2015, lanzaron la remezcla de «Fanática sensual» en colaboración de Nicky Jam, y en 2016, participaron en la remezcla de «Shaky, Shaky» de Daddy Yankee con Nicky Jam.
Durante 2017, lanzaron Te acuerdas de mí, la última canción del dúo sin colaboraciones, también participaron en el álbum Fénix de Nicky Jam con la canción Por el momento, ambas canciones logran entrar en el Hot Latin Songs de Billboard ese mismo año participaron en el tema El Desorden de Ozuna y Daddy Yankee. En 2018, el dúo aparecerían en distintas colaboraciones como en la remezcla «Zum Zum» de Daddy Yankee, RKM & Ken-Y y Arcángel con varios artistas más en otros sencillos como «Ponle música» de Bryant Myers, «Cogelo pa' ti» de De la Ghetto y en el sencillo «Si tú» con Justin Quiles, siendo esta la última canción del dúo, marcando así 19 años de carrera como dúo, y El 28 de diciembre de 2018 se separarón oficialmente tras 19 años de carrera como dúo en redes sociales, no hicieron un comunicado sobre la separación simplemente dejaron de mostrarse como un dúo ese año. Y Tras su separación a finales del 2018, Chencho (como Chencho Corleone) y Maldy se enfocarían en sus carreras como solistas desde el 2019 en adelante.

## Proyectos cancelados
En 2005, el dúo era parte del sello discográfico Blin Blin Music, fundada por el productor conocido como Coco Blin Blin. Se planeaba que lanzarían un álbum bajo este sello, pero debido al asesinato del fundador de la compañía y su posterior cierre la producción no se concretó. 
En 2016 anunciaron que estaban preparando un álbum en vivo, el mismo fue grabado cuando se presentaron en el Coliseo de Puerto Rico José Miguel Agrelot el 14 de noviembre de 2014. Este disco se tituló Plan B Live.
Desde el año 2017 hasta su separación en el año 2018 promocionaban en sus redes sociales su próxima producción llamada Climax compartiendo adelantos de las canciones que aparecerían en el disco. Los productores que trabajarían en este álbum serían Urba  Rome, Haze y Duran The Coach.

## Discografía
Álbumes de estudio
- 2002: El mundo del Plan B
- 2010: House of Pleasure
- 2014: Love & Sex

Álbumes colaborativos
- 2012: La Fórmula
- 2018: La Súper Fórmula

Mixtapes
- 2005: Los Nenes del Blin Blin
- 2006: La trayectoria
- 2007: Interstate 69: The Road to Pleasure
- 2007: House of Pleasure: The Mixtape 2007
- 2010: Live in Concert Tampa FL
- 2010: House of Pleasure: The Mixtape 2010